# Giáo hoàng Êvaristô
Êvaristô (tiếng Latinh: Evaristus, tiếng Ý: Evaristo) là vị Giáo hoàng thứ năm của giáo hội Công giáo. Trong danh mục Liberian thì tên của ông được liệt kê như là Aristus. Thời gian cai trị của ông kéo dài từ năm 99 tới năm 107 (Catholic Encyclopedia. New York, Robert Appleton Company, 1913). Theo Niên giám thống kê tòa thánh năm 1861 thì ông lên ngôi năm 100 và cai quản giáo hội trong 9 năm. Niên giám thống kê Tòa thánh năm 2003 thì triều đại của ông kéo dài từ năm 97 cho tới năm 105. Niên giám năm 2008 là từ năm 96 hoặc 99 cho tới năm 108.
Chúng ta không được biết nhiều về tiểu sử của ông. Theo Liber Pontificalis, thì ông đến từ một gia đình có nguồn gốc Hy Lạp – Do Thái. Ông được sinh ra tại Bethlehem, Palestine vào khoảng thế kỷ thứ nhất, sau đó tới Rôma và sớm trở thành một tín đồ Cơ đốc giáo. Ông được bầu trong thời gian cai trị của hoàng đế Traianus. Cuốn 265 Đức Giáo hoàng cho rằng có lẽ ông là một người gốc Antiôkia và có một người cha Do Thái.
Trong triều đại của ông, vì số tín hữu gia tăng, ông đã phân chia thành các giáo xứ theo số giáo dân, nhưng sự tổ chức lại Giáo phận Rô-ma này thực tế có sau ông 150 năm. Ngoài ra ông được xem là người đã cắt đặt 7 phó tế đầu tiên trao phó cho các linh mục lớn tuổi, đây được coi như nguồn gốc của Hồng y đoàn ngày nay. Ông đã ra lệnh phải công khai hóa các cuộc hôn nhân. Ông được xem là tác giả của hai bức thư có giá trị như sắc lệnh, một gửi cho các giám mục Phi châu, một thư nữa gửi cho các Giám mục Ai Cập.
Thánh Eusebius, trong cuốn "Lịch sử Ecclesiastical IV," nói rằng, Êvaristô đã chết trong 12 năm cai trị của hoàng đế Rôma Trajan, sau khi ông cai quản tòa giám mục Rô-ma được 8 năm. Truyền thống cho rằng ông qua đời năm 107 và được mai táng tại Vatican gần mồ Thánh Phêrô, theo một tương truyền khác thì có thể ông đã chịu tử đạo. Tuy nhiên điều này rất khó chứng minh. Ông được suy tôn như một vị thánh và được kính nhớ vào ngày 26 tháng 10. Một truyền thống khác thì ông được chôn cất trong nhà thờ Santa Maria Maggiore Pietrasanta tại Napoli.